# Église Sainte-Bernadette d'Angoulême
L'église Sainte-Bernadette est une église catholique située à Angoulême, dans le département de la Charente. Elle dépend du diocèse d'Angoulême. Elle est placée sous le vocable de sainte Bernadette.

## Présentation
L'église Sainte-Bernadette a été construite en 1964, rue Marguerite d'Angoulême dans le quartier de Bel-Air, la Grand-Font. Le style architectural de l'église est le brutalisme, ou encore, le style moderne.
Il s'agit d'une architecture simple basée sur un volume en béton et de pans de pierre.

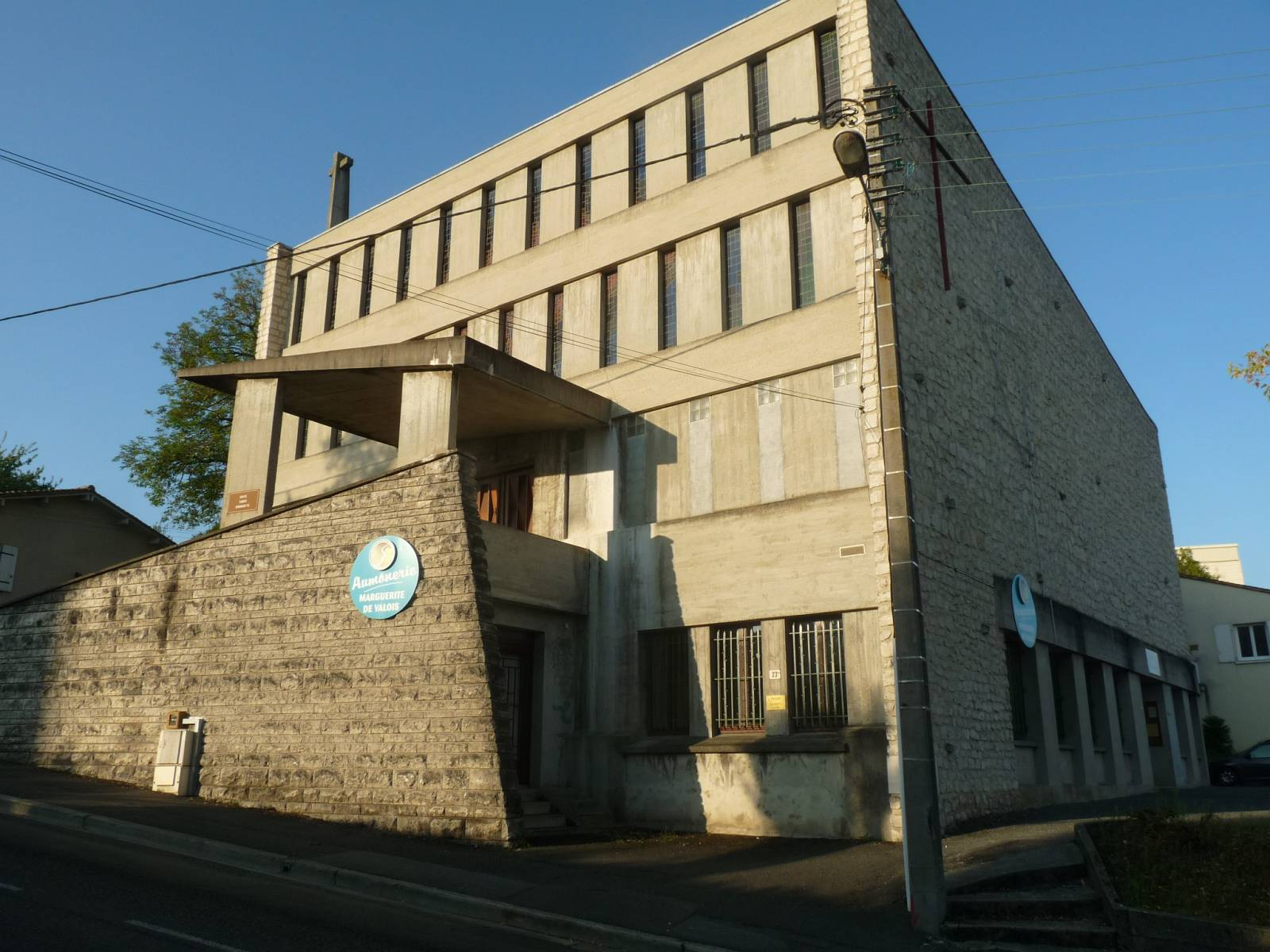
Vue du nord-est